# Julia Dalkin
Julia Dalkin (nascida em 1973) é uma atriz britânica.

## Filmografia parcial
- Nebulous (rádio) (2005–presente)
- EastEnders - Polly (2009), DC Brook Penrith (2013)
- Doctors - Suzanne Matthews (1º episódio, 2008)
- The Worst Journey in the World (2007) (TV) - Angela Turner
- Holby City - Nikki Taylor (1º episódio, 2006)
- A Touch of Frost - DC Bennett (1º episódio, 2005)
- Global Conspiracy (2004) - Janet
- Wire in the Blood - Librarian (1º episódio, 2003)
- The Bill - Christine Nelmes (1º episódio, 2002)
- Outside the Rules (2002) (TV) - Linda Bloor
- Life Support - Sharon Richards (1º episódio, 1999)
- Phantasmagoria - Hannah Fry (rádio)
- Inspector Morse - Rachel James (1º episódio, Death Is Now My Neighbour, 1997)